# Amvrosij (Kelembet)
Amvrosij (světským jménem: Andryj Petrovyč Kelembet; 1745, Čornuchy – 16. července 1825, Mhar) byl ukrajinský duchovní Ruské pravoslavné církve a arcibiskup tobolský a sibiřský.

## Život
Narodil se roku 1745 v sídle Černuchy Poltavské gubernie v rodině diákona.
Roku 1763 uprchl z domova do Kyjeva, kde byl přijat na duchovní učiliště při Kyjevské Mohyljanské akademii. Poté pokračoval ve studiu na akademii. Po dokončení studia se stal profesorem latiny na akademii. Roku 1777 byl v Kyjevskopečerské lávře postřižen na monacha.
Roku 1791 byl jmenován prefektem akademie a dva roky později rektorem Voroněžského duchovního semináře s povýšením na archimandritu. Roku 1796 byl převeden jako rektor Novgorodského duchovního semináře a zároveň se stal představeným Antonijevského monastýru ve Velikém Novgorodu. O rok později byl ustanoven představeným Jurjevského monastýru.
Dne 13. listopadu 1799 přijal biskupskou chirotonii na biskupa orenburského a ufského. Ve své eparchii otevřel Uspenský monastýr, Orenburský duchovní seminář a duchovní učiliště. Dne 25. května 1806 byl převeden na tobolskou katedru, kde působil do 21. prosince 1822 kdy byl penzionován. Jako místo pobytu mu byl zvolen Mharský monastýr v poltavské eparchii.
Byl popisován jako jednoduchý, laskavý ale vznětlivý člověk. Díky jeho povaze byl často terčem vtipů.
Zemřel 16. července 1825 v Mharském monastýru, kde byl také pohřben.